# وزارة توفيق السويدي الأولى
وزارة توفيق السويدي الأولى أو الوزارة السويدية الأولى هي حكومة عراقية تأسست في 28 نيسان 1929 خلفا لوزارة عبد المحسن السعدون الثالثة. استقالت الوزارة في 25 آب 1929.
استمرت الوزارة بتسيير الأمور حتى يوم 19 أيلول 1929.

## تشكيلة الوزارة[1]
- رئيس مجلس الوزراء: توفيق السويدي، وكذلك وزيرا للخارجية والأوقاف.
- وزير الداخلية: عبد العزيز القصاب.
- وزير المالية: يوسف رزق الله غنيمة، غادر العراق في إجازة إلى أوروبا في يوم 25 تموز 1929، واستقالت الحكومة وهو في سفره.
- وزير الدفاع: محمد أمين زكي، كذلك شغل منصب وزير المالية بالوكالة بعد سفر يوسف غنيمة.
- وزير العدلية: داود الحيدري.
- وزير الإشغال والمواصلات: عبد المحسن شلاش.
- وزير المعارف: خالد سليمان
- وزير الري والزراعة: سلمان البراك.